# Jean-Claude Trial
Pour les articles homonymes, voir Trial (homonymie).
Œuvres principales
Sylvie (1765)
Théonis (1767)
La Fête de Flore (1771).
Jean-Claude Trial est un violoniste et compositeur français né à Avignon le 13 décembre 1732 et mort à Paris le 23 juin 1771.

## Biographie
Formé dans sa ville natale, il s'installe ensuite à Montpellier, où il compose des motets et des pièces pour violon. Désireux de rencontrer Rameau, il se rend à Paris vers 1740 et est nommé premier violon à l'Opéra-Comique, puis second violon du prince de Conti.
De 1767 à sa mort, il codirige l'Opéra de Paris avec Pierre Montan Berton ; ils sont ensuite rejoints par Antoine Dauvergne et Nicolas-René Joliveau. Ensemble, Trial et Montan Berton composent les pastorales héroïques Sylvie (1765) et Théonis (1767). Sa dernière composition pour la scène est La Fête de Flore (1770).
Son frère cadet Antoine fut un chanteur réputé de la Comédie-Italienne.

## Œuvres
- Le Tonnelier (Nicolas-Médard Audinot et François-Antoine Quétant, opéra comique en un acte, 1765, Paris, Comédie-Italienne, avec François-Joseph Gossec, Philidor, Johann Schobert)
- Renaud d'Ast (Pierre-René Le Monnier), comédie mêlée d'Ariettes en 2 actes (1765, Fontainebleau, avec Pierre Vachon)
- Sylvie (Pierre Laujon), opéra, prologue 3 actes (1765, Fontainebleau, avec Berton)
- Ésope à Cythère (Louis-Hurtaut Dancourt), comédie mêlée d'ariettes en un acte (1766, Paris, Comédie-Italienne, avec Pierre Vachon)
- Théonis ou Le Toucher (Antoine-Alexandre-Henri Poinsinet), pastorale héroïque en 1 acte (11 octobre 1767 Paris, Académie royale de musique, avec Berton et Louis Granier)
- La Fête de Flore (Jean-Paul André de Saint-Marc Razine), pastorale héroïque 1 acte (1770, Fontainebleau, 1771, Paris, Académie Royale de musique)
- La Chercheuse d'esprit (Charles-Simon Favart / Paulmy marquis d'Argenson), comédie mêlée d'ariettes en 1 acte (après 1756)
- Les Femmes et le Secret (François-Antoine Quétant), comédie mêlée d'ariettes en 1 acte (1767), Paris, Comédie-Italienne
- Linus, tragédie lyrique en 5 actes de Antoine Dauvergne, Pierre Montan Berton et Jean-Claude Trial, livret de Charles-Antoine Le Clerc de La Bruère(1769)